# César Pando Egúsquiza
César Pando Egúsquiza (Lima, 25 de junio de 1904 - Lima, 26 de diciembre de 1967) fue un teniente coronel del EP, político y defensor del petróleo peruano.

## Biografía
Sus padres fueron César A. Pando Rocavedo y Amalia Egúsquiza. Cursó su secundaria en el Primer Colegio Nacional de la República Nuestra Señora de Guadalupe; ingresó en la Escuela Militar de Chorrillos, de donde sale integrando la promoción de 1924 con el grado de alférez de artillería.
Promovido a teniente, se desempeñó en la citada escuela, como instructor. Como participante de la Escuela Superior de Guerra-1931- se le concedió diploma de oficial de Estado Mayor y el beneficio de perfeccionarse en Europa en su arma.